# Eva Mendes
Eva de la Caridad Mendes (Miami, 5 maart 1974) is een Amerikaanse actrice van Cubaanse afkomst.
Mendes werd geboren in Florida, maar werd opgevoed in Los Angeles. Ze verliet de California State University - Northridge om te acteren. Ze speelde aanvankelijk voornamelijk in muziekvideo's (van onder andere Pet Shop Boys en Will Smith) en reclames. In 2001 speelde ze in de film Training Day met Denzel Washington, de film die haar doorbraak op het witte doek betekende. Zo speelde ze de jaren erna in Stuck on You en Once Upon a Time in Mexico, en speelde ze in 2005 een van de hoofdrollen in de film Hitch met Will Smith. In 2007 had ze een belangrijke rol in de Marvelfilm Ghost Rider.
Mendes is naast actrice ook model voor het lichaamsverzorgingsbedrijf Revlon. In het verleden schreef ze enkele kinderboeken en was ze actief als binnenhuisarchitecte.
Mendes heeft sinds 2011 een relatie met acteur Ryan Gosling, haar tegenspeler in de film The Place Beyond the Pines. Samen hebben ze twee dochters.

## Filmografie
- 1998: Children of the Corn V: Fields of Terror
- 1998: A Night at the Roxbury
- 1999: My Brother the Pig
- 2000: Urban Legends: Final Cut
- 2001: Exit Wounds
- 2001: Training Day
- 2002: All About the Benjamins
- 2003: 2 Fast 2 Furious
- 2003: Once Upon a Time in Mexico
- 2003: Out of Time
- 2003: Stuck on You
- 2005: Hitch
- 2005: The Wendell Baker Story
- 2005: Trust the Man
- 2005: 3 & 3
- 2007: Cleaner
- 2007: Ghost Rider
- 2007: Live!
- 2007: We Own the Night
- 2008: The Women
- 2008: The Spirit
- 2009: Bad Lieutenant: Port of Call - New Orleans
- 2010: The Other Guys
- 2010: Last Night
- 2011: Fast Five
- 2011: Drunk History Christmas
- 2012: Girl in Progress
- 2012: Holy Motors
- 2012: The Place Beyond the Pines
- 2013: Clear History
- 2014: Lost River